# Љубомир Христић
Љубомир Христић је био српски коњички пуковник, командант Краљеве гарде, ађутант краља Милана и краља Александра Обреновића.

## Биографија
Рођен је као син политичара Николе Христића и Јулијане Хаџи-Јовановић, унуке Томе Вучића Перишића.
Био је стипендиста царске војне академије у Санкт Петербургу, где је стекао чин потпоручника. Службовао је као командант Краљеве гарде, ађутант краља Милана и краља Александра Обреновића. Од 1897. године је био војни изасланик Краљевине Србије у Санкт Петербургу.
У браку са Елизабетом О'Брајен (1861-1933), имао је сина дивизијског генерала Николу Христића и кћерку Ану Христић.